# La Vita del Popolo
La vita del popolo è il giornale settimanale della diocesi di Treviso.

## Storia
Ha iniziato le pubblicazioni il 3 gennaio 1892 per iniziativa dell'Opera dei Congressi con l'appoggio del vescovo Giuseppe Apollonio.
Tra gli animatori e primo direttore del giornale fu Luigi Bellio (dal 1893 al 1901) che lo caratterizzò, sulla scia degli indirizzi della Rerum Novarum, per l'intransigenza sociale, un attivismo organizzativo di tipo solidaristico e fu strumento di denuncia contro la corruzione, l'inefficienza, il fiscalismo e il burocratismo antipopolari.

## Direttori
- don Luigi Bellio † (1892 - 1902)
- don Angelo Brugnoli † (1902)
- don Attilio Andreatti † (1902 - 1904)
- Abate Luigi Mattarollo † (1904 - 1910)
- don Luigi Saretta † (1911 - 1914)
- Giuseppe Corazzin † (1914 - 1919)
- don Antonio Poloni † (1919 - 1924)
- Mons. Enrico Pozzobon † (1924 - 1969)
- Mons. Giovanni Bordin † (1969 - 1982)
- Mons. Lino Cusinato (1982 - 1990)
- Mons. Giovanni Bordin † (1990)
- Dino Boffo (1990 - 1992)
- don Dionisio Rossi (1992 - 2000)
- Lorenzo Biagi (2000 - 2006)
- Mons. Ferruccio Lucio Bonomo dal 2006